# Paolo Fazioli
Paolo Fazioli (* 1944 in Rom) ist ein italienischer Ingenieur und Gründer des nach ihm benannten italienischen Klavierbau-Unternehmens Fazioli.

## Leben
Paolo Fazioli wurde als jüngstes Kind in eine Familie von Möbelherstellern hineingeboren. Er erhielt während seiner Gymnasial- und Universitätszeit Klavierunterricht und interessierte sich für den Klavierbau. 1969 schloss er sein Studium an der Universität La Sapienza mit einem Diplom in Maschinenbau ab. 1971 erhielt er am Conservatorio Statale di Musica „Gioachino Rossini“ in Pesaro unter der Leitung von Sergio Cafaro einen Diplom-Abschluss in Klavierspiel und erwarb nach einem Kompositionsstudium bei Boris Proena einen Master in Komposition an der Accademia Nazionale di Santa Cecilia in Rom.
Fazioli wirkte kurze Zeit als Pianist und Klavierlehrer, trat dann aber in das Möbelunternehmen der Familie ein, das inzwischen Büromöbel herstellte und unter der Marke Mobili Italiani Moderni (MIM) international vertrieb. Hier war er im Management als Leiter der Produktionsplanung in Rom tätig, später im Werk in Turin und erweiterte gleichzeitig sein Fachwissen in der Holzverarbeitung.
Er verließ das Familienunternehmen, um sich als Klavierbauer selbständig zu machen. Bereits während des Studiums hatte er durch das Studieren von Fachliteratur und den Besuch von Herstellungs- und Restaurierungswerkstätten Kenntnisse erworben. 
Zunächst widmete er sich weitgehend der zeitgenössischen Produktion von Flügeln, analysierte deren Struktur und Spielweise, und beriet sich dabei mit Experten in dieser Branche, die ihm allerdings wegen der damals allgemeinen wirtschaftlichen Rezession im Klavierbau und der großen Konkurrenz von bekannten etablierten Unternehmen davon abrieten, sich selbständig zu machen. Dennoch entschloss er sich Ende der 1970er Jahre zur Gründung eines eigenen Unternehmens. Für die Forschung, Entwicklung und Produktion wurde er von seiner Familie unterstützt, die ihm in ihrem Werk in Sacile Räumlichkeiten für eine Werkstatt zur Verfügung stellte, das Startkapital brachte er alleine auf.
Die offizielle Gründung der Firma Fazioli erfolgte im Januar 1981 mit der Vorstellung erster Prototypen von Instrumenten.